# Arbanitis ornatus
Espèce
Synonymes
- Idioctis ornata Rainbow, 1914
- Misgolas ornatus (Rainbow, 1914)
- Aganippe ornata Rainbow & Pulleine, 1918

Arbanitis ornatus est une espèce d'araignées mygalomorphes de la famille des Idiopidae.

## Distribution
Cette espèce est endémique du Queensland en Australie. Elle a été découverte dans le haut bassin de la Burnett River.

## Description
La carapace du mâle holotype mesure 4,6 mm de long sur 3,7 mm et l'abdomen 6 mm de long sur 2,9 mm. La carapace de la femelle décrite par Rainbow et Pulleine en 1918 mesure 6,8 mm de long sur 5,5 mm et l'abdomen 6,7 mm de long sur 3,8 mm et la carapace de la femelle mesure 10,2 mm de long sur 7,2 mm et l'abdomen 13,4 mm de long sur 8,2 mm.

## Publication originale
- Rainbow, 1914 : Studies in the Australian Araneidae. No. 6. The Terretelariae. Records of the Australian Museum, vol. 10, p. 187-270 (texte intégral).